# 伊普霍芬
伊普霍芬是德国巴伐利亚州的一个市镇。总面积78.06平方公里，总人口4391人，其中男性2203人，女性2188人（2011年12月31日），人口密度56人/平方公里。